# Aubiat
Aubiat ist eine Gemeinde mit 1.018 Einwohnern (Stand: 1. Januar 2022) im zentralfranzösischen Département Puy-de-Dôme in der Region Auvergne-Rhône-Alpes. Die Gemeinde gehört zum Arrondissement Riom und zum Kanton Aigueperse.

## Lage
Aubiat liegt etwa zwölf Kilometer nordnordöstlich von Riom. Umgeben wird Aubiat von den Nachbargemeinden Artonne im Norden und Nordwesten, Aigueperse im Norden, Bussières-et-Pruns im Nordosten, Thuret im Osten, Sardon im Osten und Südosten, Le Cheix-sur-Morge im Süden, La Moutade im Westen und Südwesten sowie Saint-Myon im Westen und Nordwesten.

## Bevölkerungsentwicklung
| Jahr                       | 1962 | 1968 | 1975 | 1982 | 1990 | 1999 | 2006 | 2013 |
| Einwohner                  | 663  | 627  | 632  | 642  | 696  | 718  | 807  | 937  |
| Quellen: Cassini und INSEE |      |      |      |      |      |      |      |      |

## Sehenswürdigkeiten
- Kirche aus dem 19. Jahrhundert
- Schloss Mons
- Schloss Montclavel
- Schloss Persignat
- Schloss Aubiat